# 郭峰 (1915年)
郭峰（1915年3月14日—2005年4月7日），曾化名郭风、高翔，男，吉林德惠人，中华人民共和国政治人物，曾任中共辽宁省委第一书记。

## 生平

### 早期经历
郭峰是吉林德惠郭家镇人。1928年就读于长春私立自强中学，1931年2月考入吉林省立第一师范，1932年考入吉林省立第一中学。1933年4月，郭峰加入中国共产主义青年团。1933年5月6日，他因参加中共吉林市特支部为纪念五九国耻日所发动的抗日宣传活动，被满洲国警察逮捕入狱。同年10月经保释出狱，赴北平就学，并继续参加抗日运动。
1934年1月，郭峰在知行中学就读，化名郭风，后因参加反对学校分发救济证不公的斗争离校。同年3月，考入东北中山中学就读。1935年冬，参加一二九运动。1936年5月，调入中共北平西区区委做共青团工作。1936年8月，郭峰调东北军从事地下工作。同年10月，转为中国共产党党员，并任东北军学兵队地下党支部书记，后派往东北军53军开展工作。西安事变期间，在53军119师教导营任教官。

### 战争期间
1937年3月，郭峰担任东北军第五十三军工委领导成员。1937年10月，在冀西民训指导特派员办事处工作。后任冀西游击队第四大队政治指导员。1938年1月，任冀西游击队总队政训部主任。1940年5月，冀西游击队改编为八路军129师新编第11旅，任旅政治部主任。1941年5月至1943年6月，先后任太行军区一分区副政委、政委，太行区第一地委书记等职。
1945年10月，从太行区赴东北。1945年11月到吉黑边开辟工作，1945年12月6日兼任西满分局委员。1946年初在德惠县任吉黑纵队副政委，司令员曹里怀。2月初吉黑纵队开辟郭前旗、扶余县、乾安县、农安县、大赉县，组建中共吉江省委委员兼吉江行署主任。抓了对郭前旗蒙古族武装与政权的改造。1946年3月专任吉江行署主任。1946年6月任中共辽吉省第三地委副书记兼专员。1946年7月末任辽吉三地委书记兼专员兼军分区司令员兼政委。1946年9月三分区并入二分区，任二地委书记兼二分区政委。1947年1月调任辽吉省委民运部部长、3月任省委常委。4月任省委秘书长兼办公室主任。7月兼任城工部长。8月兼任辽吉军区副政委、军政委员会委员。9月任辽吉省委前方工作委员会书记。1948年8月，任中共辽北省委副书记、辽北军区党委副书记。1948年11月2日任辽北省委代理书记兼辽北军区政委。1949年4月，辽北、辽西合并组成中共辽西省委，任辽西省委书记、省军区政委。

### 中华人民共和国时期
1952年7月，郭峰任中共中央东北局组织部副部长、部长、东北局委员。1954年，因高饶事件被撤销了党内职务，被诬陷为“五虎上将”（张秀山、张明远、赵德尊、郭峰、马洪）之一。1954年后，郭峰先后任旅大机械五金总厂副厂长、机械工业公司副经理、柴油机厂厂长。1959年，他被调任旅大市计委副主任。1962年，调任辽宁省财委副主任、党组副书记。文化大革命期间，受到迫害。
1978年1月，郭峰恢复工作，任辽宁省财贸办副主任、党组副书记。从1979年1月起，先后任中共辽宁省委书记兼沈阳市委第一书记、中共辽宁省委第二书记、第一书记、中顾委委员，中共辽宁省顾委主任，组织在辽宁省开展家庭联产承包责任制。1985年6月因年龄原因，主动提出退出领导岗位。2005年4月7日，郭峰在沈阳逝世，享年90岁。